# Distrito de Sexi
El distrito de Sexi es uno de los once que conforman la Provincia de Santa Cruz, ubicada en el Departamento de Cajamarca, bajo la administración del Gobierno Regional de Cajamarca, en el norte central del Perú.
Desde el punto de vista jerárquico de la Iglesia católica forma parte de la Diócesis de Chiclayo, sufragánea de la Arquidiócesis de Piura.

## Historia
Fue creado como distrito el 18 de septiembre de 1942 por Ley N° 9607, dada en el primer gobierno del Presidente Manuel Prado Ugarteche.

## Geografía
El distrito tiene una extensión de 192,87 kilómetros cuadrados.

## Capital
La capital de este distrito es la localidad de Sexi ubicada a 2 495 m s. n. m.

## Población
Según censo de población del 2007 el distrito tiene 515 habitantes.

## Autoridades

### Municipales
- 2019 - 2022[4]
  - Alcalde: Eduar Perales Bravo, de Cajamarca Siempre Verde.
  - Regidores:

  1. Reydi Nicanor Asenjo Sánchez (Cajamarca Siempre Verde)
  2. Neidy Perales Núñez (Cajamarca Siempre Verde)
  3. Roger Elvis Guerrero Rojas (Cajamarca Siempre Verde)
  4. Magali Bravo Vidarte (Cajamarca Siempre Verde)
  5. Ronel Díaz Perales (Alianza para el Progreso)

Alcaldes anteriores
- 2011 - 2014:[5] Richard Zenón Dávila Asenjo, del Movimiento Regional Fuerza Social Cajamarca (FS).
- 2007 - 2010: Celer Froilán Perales Pérez.

### Policiales
- Comisario:  PNP.

## Atractivos turísticos
- Piedra Chamana conocido desde siempre como un lugar donde había "piedras raras", no fue hasta 1994 cuando se analizaron unas muestras, confirmándose que se trataba de madera fosilizada probablemente entre los 5 y 15 millones de años. Se trata de la especie Cedrela odorata de la familia Meliaceae con dimensiones de 30 m de longitud y cerca de un metro de diámetro. Fue declarado Patrimonio Cultural de la Nación en 1997.[6][7]